# Torella del Sannio
Torella del Sannio ist eine italienische Gemeinde (comune) in der Provinz Campobasso in der Region Molise. Die Gemeinde liegt etwa 15 Kilometer nordwestlich von Campobasso, hat 700 Einwohner (Stand 31. Dezember 2023) und grenzt unmittelbar an die Provinz Isernia.

## Geschichte
Der heutige Ort geht auf eine sehr alte Siedlung aus vorrömischer Zeit zurück. Im 11. Jahrhundert wurde hier eine Burg errichtet.

## Verkehr
Durch die Gemeinde führt die frühere Strada Statale 618 Molesana (heute: Provinzstraße 168) von Cantalupo nel Sannio nach Castropignano.